# バイター (護衛空母)
| 1943年5月に撮られた「バイター」 | |
| 艦歴                            | |
| 発注:                           | サン社チェスター造船所                                                                                              |
| 起工:                           | 1939年12月28日 |
| 進水:                           | 1940年12月18日 |
| 就役:                           | 1942年5月1日に竣工                                                                                                  |
| その後:                         | 1945年にフランス海軍に移管、1966年にアメリカ海軍に返還。                                                            |
| 性能諸元                        | |
| 排水量:                         | 基準：12,850トン 満載：15,300トン                                                                                   |
| 全長:                           | 151.25m |
| 水線長:                         | 150.2m |
| 全幅:                           | 水線幅：21.2 m 艦幅：23.7m                                                                                          |
| 吃水:                           | 基準：6.7m 満載：7.75m                                                                                              |
| 飛行甲板:                       | 縦：120m（1942年：134.7m） 横：21.3m                                                                                |
| 機関:                           | ドックスフォード式2サイクル6気筒ディーゼル機関2基1軸推進                                                            |
| 最大出力:                       | 8,500hp |
| 最大速力:                       | 16.5ノット |
| 航続距離:                       | 不明 |
| 燃料:                           | 重油:1,360トン、航空燃料:164トン）                                                                                  |
| 乗員:                           | 555名（搭乗員込）                                                                                                   |
| 兵装（1942年）:                 | Marks 9 10.2cm（50口径）単装速射砲3基 エリコン 20mm（76口径）単装機銃15基 12.7mm（90口径）単装機銃6基               |
| 兵装（1943年）:                 | Marks V 10.2cm（45口径）単装高角砲3基 エリコン 20mm（76口径）連装機銃4基&同単装機銃11基 12.7mm（90口径）単装機銃6基 |
| 航空兵装:                       | 搭載機：15機 エレベーター：1基 カタパルト：1基                                                                      |

バイター（HMS Biter, D97）は連合国軍の護衛空母。アヴェンジャー級。アメリカ合衆国で建造され、イギリス海軍に譲渡された。第二次世界大戦では、地中海戦線で行動したあと、大西洋攻防戦における船団護衛任務に従事した。世界大戦終結直前にアメリカ海軍に返還された。その後、自由フランス海軍に譲渡されてディクスミュードと改名し、海軍航空隊（Aviation navale）が運用した。

## 艦形

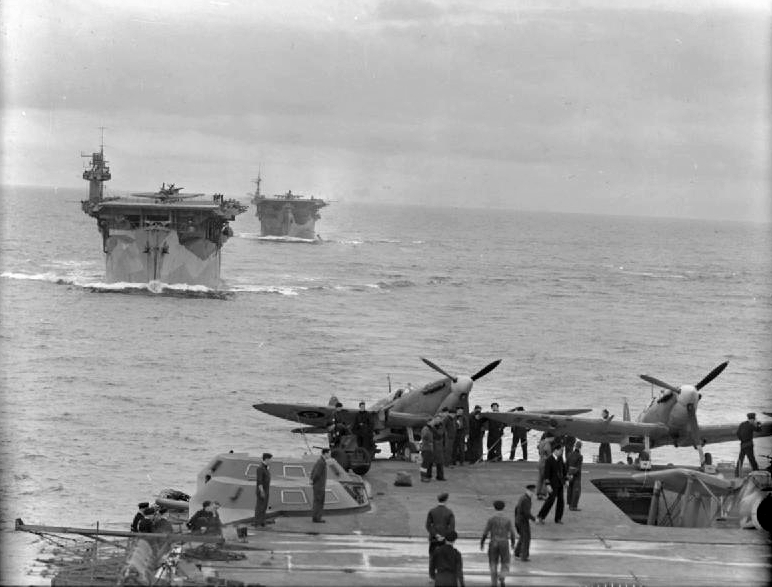
空母「ヴィクトリアス」から撮られた「バイター」と「アヴェンジャー」。右舷側に艦橋を持つのが「バイター（前側）」で、マストのみが「アヴェンジャー（後側）」。

本級は商船から航空母艦に改造されたクラスであるが、改装時期により艦形が異なる。「アヴェンジャー」と「チャージャー」は平甲板型であったが、「バイター」と「ダッシャー」は右舷側に艦橋を設置しており異なっていた。改造の方法は貨物船としての完成後に改造された「アーチャー」と類似し、船体上に真四角形の飛行甲板を張り、飛行甲板と船体の間に高さ4.88mの格納庫（ハンガー）を設けており艦尾側の側面は密閉された。
艦体の全長151mに対して飛行甲板長は125m、艦幅21.2mからオーバーハングするように甲板幅は23.2mに達した。元々が低速な商船であったが、飛行甲板上のカタパルト1条により艦載機を射出する事が可能であった。しかし、引き渡し後にイギリス海軍の艦載機の問題により、飛行甲板の長さを134.7mまで延ばす改良が実施されて就役時期が伸びた。飛行甲板の中央部には格納庫から艦載機を運用するための縦12.8m×10.4mの5.4トンエレベーター1基が設置されていた。

## 兵装

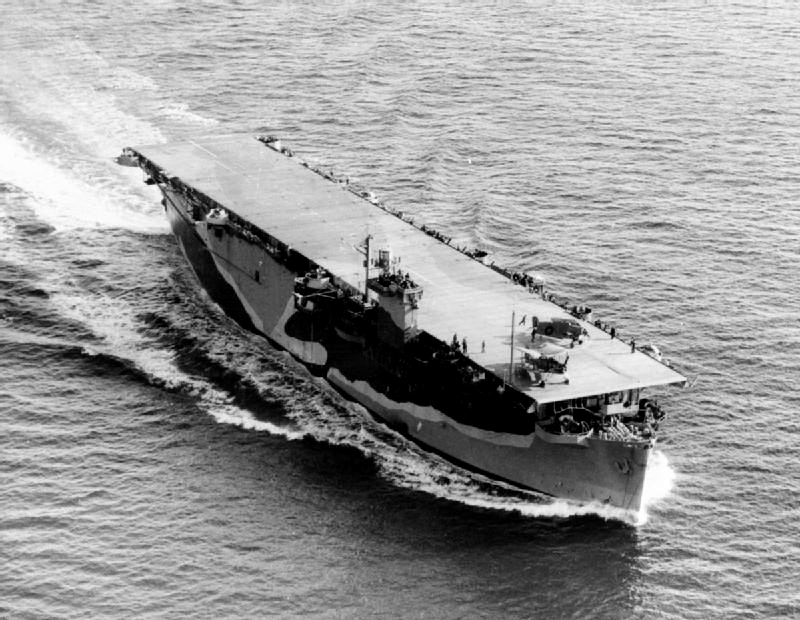
1943年に撮られた「バイター」。アメリカ式の護衛空母は飛行甲板のスペースを阻害しないように張り出しを設けて対空火器を分散配置しているのが特色で10.2cm高角砲に換装済みである。

元々が民間の商船であったために武装は船体上の空きスペースに分散配置するしかなく、対艦用に「Marks 9 10.2cm（50口径）速射砲」を張り出し（スポンソン）を設けて艦首甲板上に並列で2基、艦尾に1基の計3基を配置した。その性能は14.97kgの砲弾を仰角20度で14,560mまで届かせる射程を得ていた。この砲を単装砲架で3基を搭載した。砲架の俯仰能力は仰角20度・俯角15度である。旋回角度は300度の旋回角度を持つ。発射速度はカタログデーターは毎分8～9発であった。
他に近接用に甲板の脇に「エリコン 20mm（76口径）単装機銃」を単装砲架で15基と12.7mm（90口径）機銃を単装砲架で6基配置した。これらの火器を搭載するために79型および271型レーダーを搭載した。
就役後の1942年8月に10.2cm速射砲はイギリス海軍式の「アームストロング Marks V 10.2cm（45口径）高角砲」に換装された。その性能は14.06kgの砲弾を仰角44度で15,020m、最大仰角80度で9,450mの高度まで到達させることができた。これを単装砲架で3基を搭載した。砲架は360度の旋回角度があったが実際は上部構造物により射界に制限があった。砲身の俯仰は仰角85度・俯角5度で発射速度は毎分10～15発だった。他にエリコン 2cm単装機銃4基を撤去して同2cm連装機銃4基を設置し、単装機銃は11基となった。

## 機関
機関構成はドッグスフォード式2サイクル過給6気筒ディーゼル機関（4,250馬力）2基を電磁式クラッチと1段減速ギアで接続して1軸推進で8,500馬力を発揮し、速力16.5ノットを発揮した。

## 艦歴

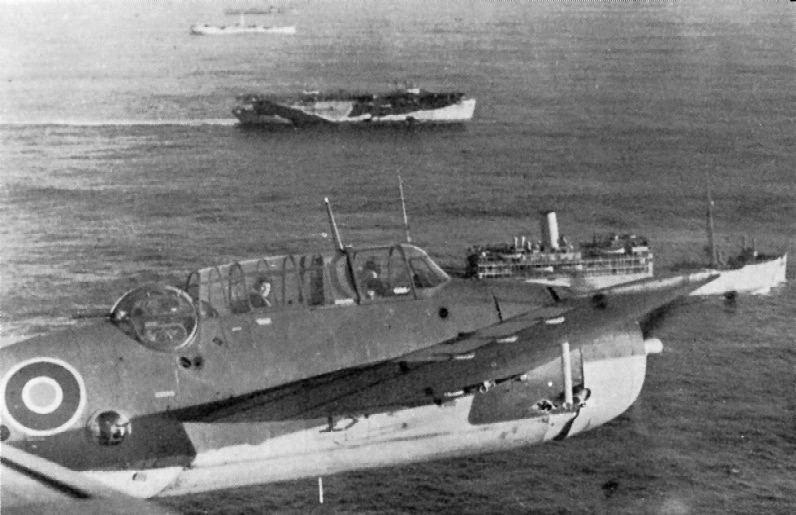
TBFアベンジャーより撮影された「バイター」

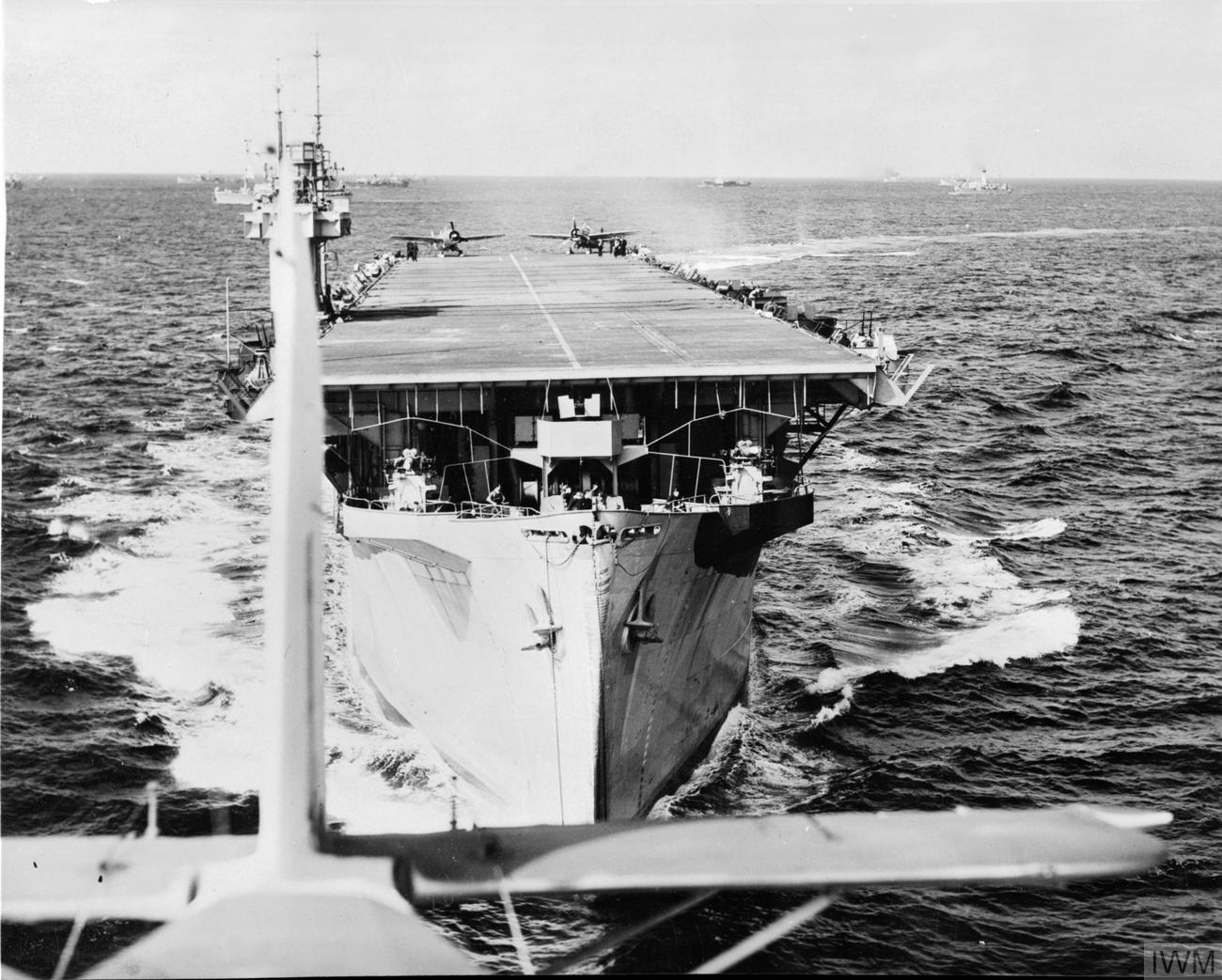
発艦するソードフィッシュから撮影した「バイター」。飛行甲板に2機のF4F戦闘機が駐機している。

艦はペンシルベニア州チェスターのサン社で海事委任契約の下にチェスター造船所にて1939年に起工、1940年12月18日に貨物船「リオ・パラナ （Rio Parana）」として進水し、その後アメリカ海軍に購入されて護衛空母へと改装、1940年にイギリス海軍に移管された。なおアヴェンジャー級空母のうち「チャージャー」は1941年10月にアメリカ海軍へ返還され、翌年3月に就役した。
地中海での幾度かの航空機輸送任務の後、イギリスに戻り実戦の作戦活動に入る。第800海軍航空隊を搭載し、トーチ作戦に参加した。作戦当初は、戦艦「ロドニー」や空母「アーガス」と同じ部隊にいた。

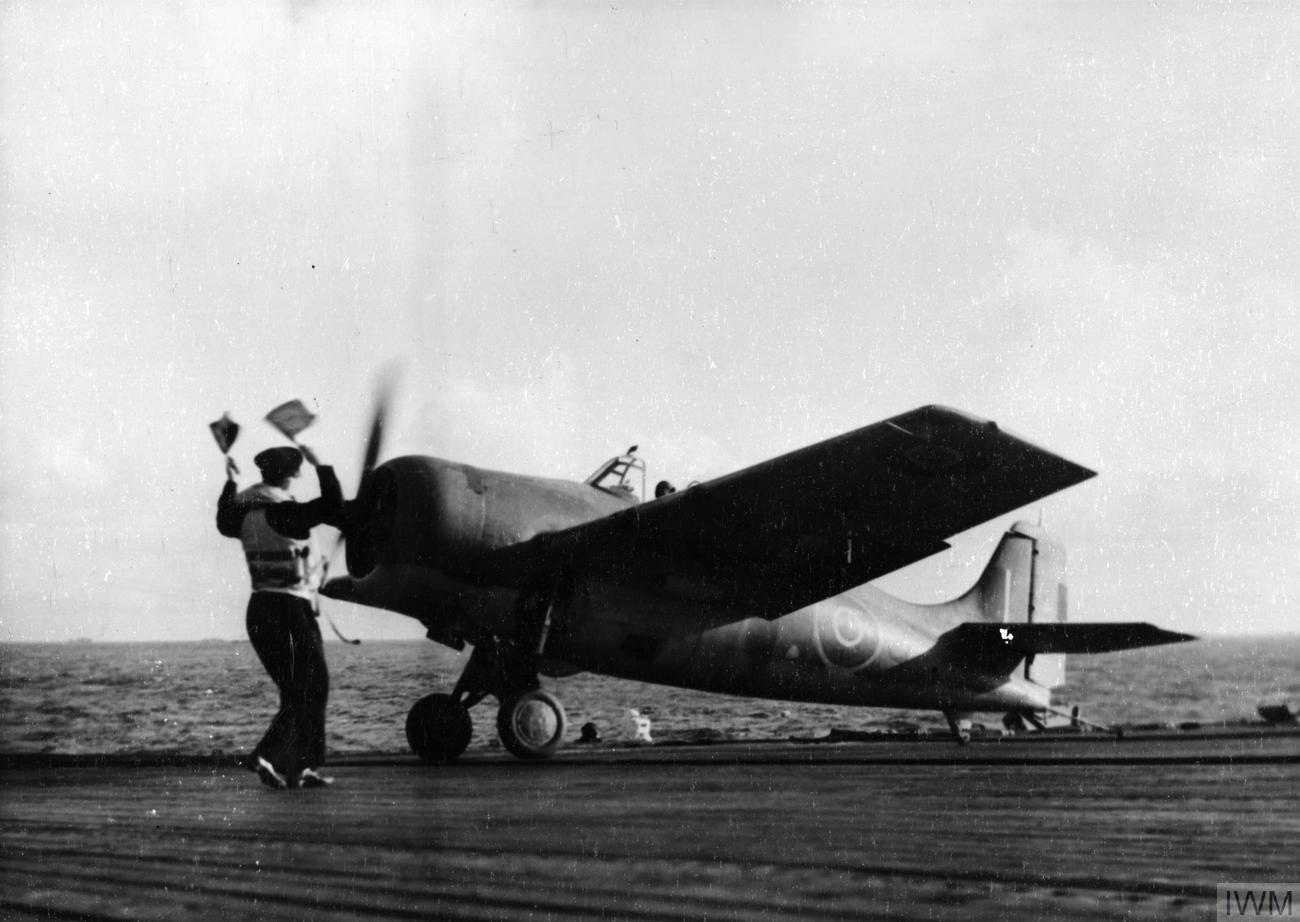
1944年に「バイター」の飛行甲板で撮られたF4F ワイルドキャット。

1943年3月に艦上戦闘機シー・ハリケーン12機と艦上雷撃機フェアリー ソードフィッシュ3機を積み込み、第811海軍航空隊を乗艦させ、船団護衛任務を実施する。
同年4月のONS-4船団（イギリス発、南アメリカ行き）の護衛に加わる。4月23日、船団に触接したドイツ海軍のU-191をイギリス駆逐艦「へスペラス」がヘッジホッグを使用して撃沈した。
4月25日、U-404（艦長オットー・フォン・ビューロ少佐）は「バイター」と駆逐艦部隊を発見し、空母にむけて魚雷4本を発射した。魚雷は早爆したが、ドイツ側は「アメリカ海軍の正規空母レンジャーは魚雷命中により爆沈した」と報道している。
U404のビューロ艦長はドイツ大本営よりレンジャー撃沈を認定され、樫葉付き騎士十字章を受章した。もちろん、アメリカ海軍はレンジャー撃沈を否認している。
なおドイツ側は「同方面にいたUボートは1隻だけだった」と報道したが、実際にはU-203がいて船団触接の打電した。バイターのソードフィッシュはそれを頼りにU-203を爆撃し、さらにイギリス駆逐艦「パスファインダー」が攻撃を引き継いでU203を撃沈した。
1944年2月に搭載機を変更し、艦上戦闘機F4F4機、艦上雷撃機フェアリー ソードフィッシュ11機になった。2月16日、本艦のF4F（マートレット）がアイルランド200海里西方でドイツ空軍のJu290 1機を撃墜した。
この後、ディーゼル機関がイギリス海軍の工廠では修理不能となった。1945年4月、本艦はアメリカ海軍に返還された。それから自由フランス軍に移管させられ、「ディクスミュード （Dixmude、ディズミュド、ディズムンデと表記される場合もある）」と改名されて自由フランス海軍で就役した。艦名は第一次世界大戦での激戦地、ベルギー領ディクスムイデ（Dixmude）からである。自由フランス海軍の努力により機関が回復した後、艦載機は艦上戦闘機シーファイア15機に編成し直して、再び船団護衛任務や航空機輸送任務に従事した。第二次世界大戦終結後、第一次インドシナ戦争にも一時従事した。搭載機は、第二次世界大戦終盤にフランス海軍航空隊へ供与されたSBD ドーントレス艦上爆撃機である。本艦に配備されたのは、第4海軍航空隊であったという。この急降下爆撃機を搭載し、1946年から48年にかけてインドシナで活動した。1949年から航空輸送艦となった。
1950年3月には合衆国東海岸ノーフォークに赴き、F6Fヘルキャット艦上戦闘機の輸送任務に従事している。1956年にトゥーロンて宿泊艦となった後、1966年にアメリカ海軍に返還されて同海軍で廃棄された。